# آرشاک ورامیان
آرشاک ورامیان (ارمنی: Արշակ Վռամյան؛ ۱ ژانویهٔ ۱۸۷۱ – ۴ آوریل ۱۹۱۵) یک سیاستمدار و فرد انقلابی ارمنی‌تبار اهل امپراتوری عثمانی بود.
وی بیش از محاصره وان کشته شد.